# Mezinárodní přestupný znak
Mezinárodní přestupný znak je posloupnost symbolů, které je nutné navolit před zadáním mezinárodního telefonního čísla při volání (posílání SMS) do jiné země. Pro volání z České republiky je mezinárodní přestupný znak tvořen dvěma nulami (00), při volání z mobilní sítě lze místo dvou nul použít znak plus (+).
Znak plus by měl fungovat při volání z jakékoli země, ale bývá dostupný jen na mobilních telefonech. Dvě nuly se používají při volání z mnoha zemí světa, ale jsou významné výjimky, kde při nedostupnosti plusu je nutné používat jiný mezinárodní přestupný znak (mimo jiné USA, Čína, Rusko, Brazílie, Japonsko, Austrálie).
Za přestupným znakem vždy následuje 1–3-ciferné mezinárodní směrové číslo („kód země“), které určuje, do které sítě se má telefonovat, a po něm číslo účastníka v dané síti (které ještě může začínat místním směrovým kódem pro upřesnění polohy uvnitř cílové sítě).
Přestupný znak je tedy způsob, jak telefonovat z dané sítě ven, jeho protějškem je mezinárodní směrové číslo, které se používá pro telefonování do dané sítě.

## Přestupné znaky
Mezinárodní telekomunikační unie (ITU) stanovila jako standardní přestupný znak posloupnost 00 (dvě nuly). Některé státy světa však z různých důvodů dosud nepřešly na tento standard a zatím používají jiný způsob. V některých zemích existují také speciální metody telefonování do sousedních zemí.

### Nestandardní přestupné znaky
- 00w
  - Alžírsko
  - Maroko
- 000
  - Keňa
  - Tanzanie
  - Uganda
  - Zanzibar
- 001
  - Hongkong
  - Indonésie (také 008)
  - Jižní Korea (také 002)
  - Mongolsko
  - Singapur
  - Thajsko
- 0010
  - Bolívie (také 0011, 0012, 0013)
- 0011
  - Austrálie
- 0014
  - Brazílie (také 0015, 0023, 0031)
- 002
  - Paraguay
  - Čínská republika
- 005
  - Kolumbie (také 007, 009)
- 009
  - Nigérie
- 010
  - Japonsko
- 011
  - Oblast severoamerického číslovacího plánu (NANPA)
    - Spojené státy americké včetně Portorika, Amerických panenských ostrovů, Guamu, Severních Marian a Americké Samoy
    - Kanada
    - Anguilla
    - Antigua a Barbuda
    - Bahamy
    - Barbados
    - Barbuda
    - Bermudy
    - Britské Panenské ostrovy
    - Dominika
    - Dominikánská republika
    - Grenada
    - Jamajka
    - Kajmanské ostrovy
    - Montserrat
    - Turks a Caicos
    - Svatý Kryštof a Nevis
    - Svatá Lucie
    - Svatý Vincenc a Grenadiny
    - Trinidad a Tobago
- 8w10
  - Původně Sovětský svaz, zůstává v některých postsovětských republikách
    - Rusko
    - Kazachstán
- 99x
  - Finsko (do zvláštních sítí, navíc ke standardnímu 00)
    - 990 TeliaSonera Finland Oyj
    - 991 Elisa Oyj
    - 99511 Nettia Oy
    - 99533 DNA Oy
    - 99555 DNA Oy
    - 99559 Elisa Oyj
    - 99577 DNA Oy
    - 99599 Nettia Oy
    - 999 Elisa Oyj

#### Poznámka
Symbol w znamená „vyčkejte na jiný tón“.

### Mobilní sítě GSM
V mobilních sítích GSM je umožněno vytáčet čísla přímo s využitím mezinárodního znaku +, který je vždy správně interpretován jako přestupný znak platný v místní telefonní síti. Proto se uživatel mobilního telefonu, který používá tento symbol, nemusí starat o to, v jaké síti se momentálně nachází.